# Underwoodisaurus
Underwoodisaurus — невеличкий рід геконів з підродини Диплодактиліни. Є 2 види.

## Опис
Це невеликий рід геконів. У них спостерігається статевий диморфізм — самці завжди менше за самиць. Останні мають загальну довжину до 17 см, в той час як самці — до 14 см. Шкіра помаранчевого або темно—жовтого кольору з багатьма світлішими цятками та плямочками. Хвіст чітко відділений від тулуба. Особливістю цього роду є наявність дуже товстого хвоста. Якщо хвіст товстий, значить вони здорові. Мають також довгі тонкі лапи, великі очі, які увінчані горбинками на кшталт перлів.

## Спосіб життя
Полюбляють пустелі та напівпустелі. Часто мешкають у кущах та чагарниках. Вдень відпочивають під листям та камінням. Харчуються цвіркунами, тарганами та павуками. Вони їдять 1 раз у 3—4 днів. При небезпеці видають звуки, які нагадують гавкіт або шипіння. Найбільшу небезпеку для них становлять змії.
Це яйцекладні гекони. Шлюбний сезон починається у липні. Самка відкладає до 2 яєць і до 10 кладок на рік. Яйця вона зариває під землю. Через 65 днів з'являються молоді гекони.

## Розповсюдження
Це ендемік Австралії.

## Види
- Underwoodisaurus milii
- Underwoodisaurus sphyrurus